# Michael Lang (Musikproduzent)

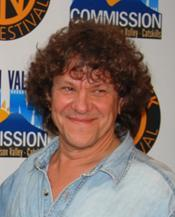
Michael Lang, 2009

Michael Lang (* 11. Dezember 1944 in New York City, New York; † 8. Januar 2022 ebenda) war ein US-amerikanischer Musikproduzent.
Lang organisierte in den 1960er Jahren einige große Musik-Festivals wie beispielsweise das Miami Pop Festival 1968 mit Künstlern wie Jimi Hendrix oder Blue Cheer. Um den damaligen sozialen Bewegungen ein Sprachrohr zu geben, aber auch um sein Aufnahmestudio Media Sounds zu finanzieren, organisierte er im August 1969 mit Artie Kornfeld das legendäre Woodstock-Festival.

## Leben und Wirken
Der jüdisch-stämmige Michael Lang wurde am 11. Dezember 1944 im New Yorker Viertel Bensonhurst im Stadtteil Brooklyn geboren. Langs Vater war Ingenieur und besaß Anteile an einem Musikclub an der Upper West Side. Als Student in den 1960ern war Lang Teil der Musikszene im Greenwich Village. 1967 verließ er die New York University und zog nach Coconut Grove im US-Bundesstaat Florida. Im Miami eröffnete er einen Head Shop und organisierte erste Konzerte. 1968 war Lang Hauptorganisator des Miami Pop Festivals – und hinterließ ein finanzielles Desaster. Aus Enttäuschung zog er in die von zahlreichen zeitgenössischen Künstlern bewohnte Kleinstadt Woodstock, im US-Bundesstaat New York.

### Woodstock-Festival
Der Hippie Michael Lang und der mit ihm befreundete und ebenfalls aus New York stammende Artie Kornfeld versprachen sich ein gutes Geschäft davon, die Tonstudioinfrastruktur quasi frei Haus und vor Ort für die zahlreichen populären und umsatzstarken Künstler der Folk- und Rockmusikszene zu liefern, die sich damals ebenfalls in und um Woodstock niedergelassen hatten. Um die Eröffnung ihres geplanten Ton- und Aufnahmestudios medienwirksam zu promoten, planten Lang und Kornfeld ein Konzert zu veranstalten. Das war der Beginn zur Planung des Woodstock-Festivals, das im August 1969 in die Geschichte einging.
Zum 25-jährigen Jubiläum organisierte Lang 1994 das Musikfestival Woodstock II mit insgesamt 350.000 Besuchern. 1999 folgte das ebenfalls von Lang ins Leben gerufene Jubiläumsfestival Woodstock III, mit dem Lang noch einmal 250.000 Zuschauer mobilisieren konnte. Zum 50. Jubiläum im August 2019 war mit Woodstock 50 ein weiteres Woodstock-Revival geplant, was wegen organisatorischer Probleme im Juli abgesagt wurde.
Im Film Taking Woodstock aus dem Jahr 2009 wurde Lang vom Schauspieler Jonathan Groff verkörpert.

### Sunshine Records
Nach dem Woodstock-Festival gründete Michael Lang die Plattenfirma Just Sunshine Records. Zwischen 1971 und der Schließung des Labels 1974  veröffentlichte Michael Lang über 40 Musikalben von Künstlern wie Billy Joel oder Bob Dylan. Des Weiteren fungierte Lang als Manager von Joe Cocker und Rickie Lee Jones.

### Weiteres Leben
Die Michael Lang Organization übernimmt heute weltweit den Ablauf und die Organisation von Musikkonzerten. In Kooperation mit diversen anderen Firmen ist ein Broadway-Musical geplant, welches die Ereignisse während des Woodstock-Festivals dokumentieren soll.
Ferner arbeitete die MLO mit Britney Spears, OutKast, Prince, Missy Elliott, Snoop Dogg, Steely Dan, The Fugees, Wyclef Jean, Shakira, Madonna, Norah Jones, Marc Anthony, Twista, Dave Matthews, Bruce Springsteen, Alicia Keys, Kid Rock, Red Hot Chili Peppers, Christina Aguilera, Linkin Park und Avril Lavigne zusammen.
2009 veröffentlichte Michael Lang mit dem Co-Autor Holly George-Warren das Buch "The Road to Woodstock." 
Michael Lang lebte zuletzt noch in Woodstock und war Vater von fünf Kindern, darunter Zwillinge.
Er starb am 8. Januar 2022 im Alter von 77 Jahren im Memorial Sloan Kettering Cancer Center in New York an einem Non-Hodgkin-Lymphom.